# 鞍山 (北秋田市)
鞍山（くらやま）は北秋田市にある標高が254.2mの山である。山頂には鷹巣デジタル中継局がある。また、山頂付近には馬の鞍を思わせる大きな岩がある。これは雨乞いによる踊りで雷神を慰めたといわれる「舞台石」である。南の山麓には鞍山風穴があり、自然環境保全地域に指定されている。

## テレビ中継局
鞍山の山頂には、鷹巣デジタルテレビ中継局があり、2007年9月から秋田朝日放送のアナログテレビ中継局舎使用して、北秋田市や大館市、能代市の一部にデジタルテレビ放送全社の電波を供給している。具体的には、鷹巣、合川、米内沢、早口、二ツ井町天神地区、大館能代空港の各地区に電波を供給している。
また、現在は使用されてはいないものの、秋田テレビアナログのUHF電波を中継していたAKT鷹巣中継局も山頂に存在する。秋田テレビは1969年10月に開局したが、秋田市で放送を始めてから4ヶ月後に、「大曲」「能代」「大館」の各中継局と同時にこの中継局からも100Wの出力で電波を供給された。その後、秋田朝日放送もこの中継局に相乗りをした。アナログテレビ放送は2011年7月24日に終了した。
一部には鞍山の東南東約2.6kmの一等三角点がある摩当山(444.4m)に鷹巣中継局があるとする記述もある。しかし、実際に中継局があるのは鞍山である。

## 鞍山風穴

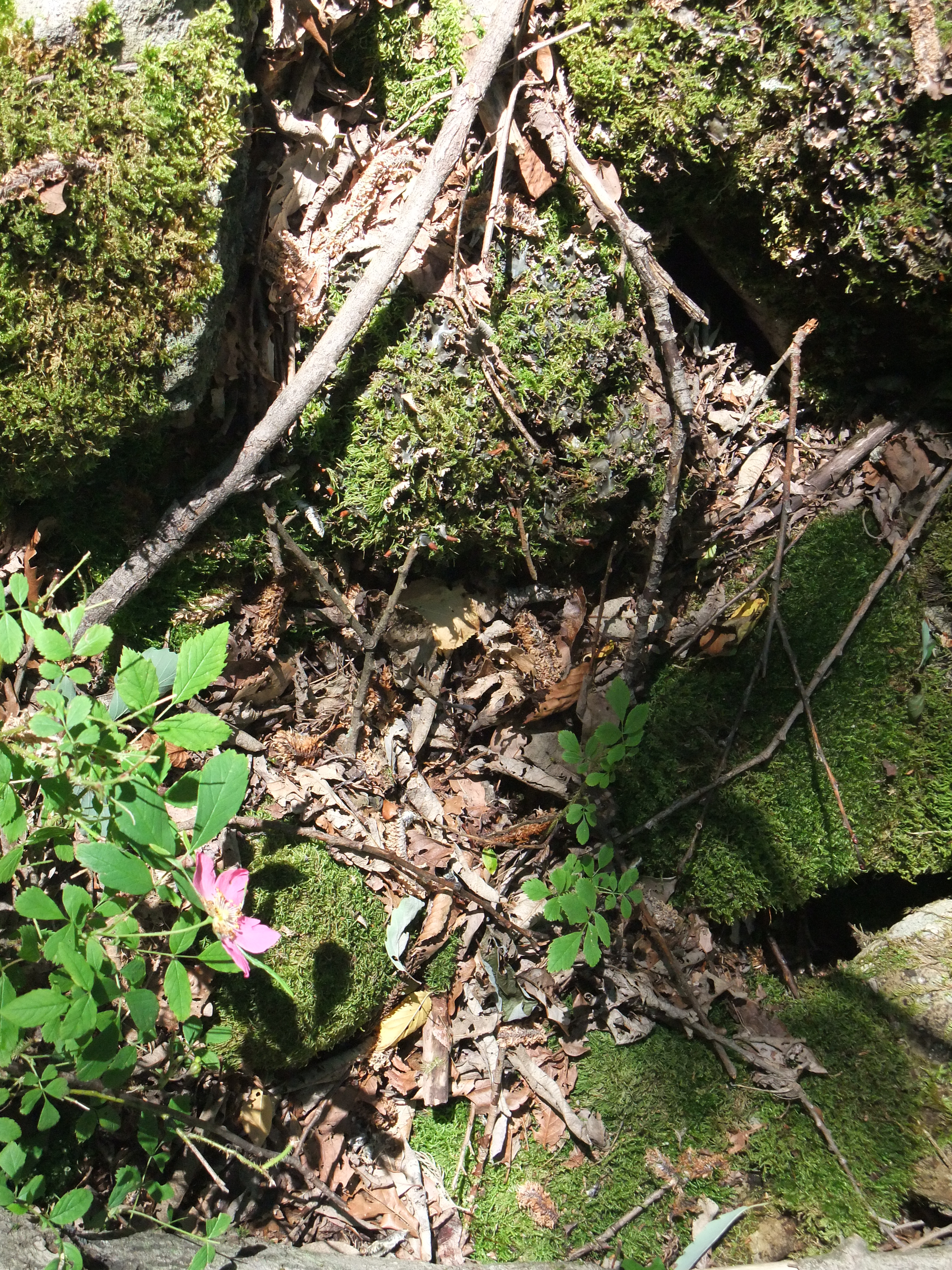
鞍山風穴とオオタカネバラ

鞍山の南、標高100m～150mの山林内に鞍山風穴があり、鞍山風穴自然環境保全地域として1981年3月14日に指定されている。面積は全体で6.93haで、そのうち風穴現象が見られる地区の特別地区は0.65haである。この地区は、低山帯に位置しているが、風穴があり、亜高山植物のオオタカネバラやヤナギラン、ハシドイ、ベニバナイチヤクソウ、ミヤマスミレ、タチハイゴケ、コキンバイ、イワデンダ、ヌカボシソウ、ミヤマワラビ、エゾタツナミソウ、コメガヤなどが自生している。これらを保護するために、この山麓は自然環境保全地区に指定された。
風穴上部の斜面は赤松と広葉樹の壮齢樹林地で、中腹にあるいくつかの母岩は石英粗面岩である。そこから崩壊した流紋岩(大きさは種々雑多だが、基本的には経8cm、長さ20cm程度の六角柱)が幾重にも堆積し、上部斜面からの風が割石の隙間から冷たい空気としてはき出されていて、地面の温度は10℃程度を保っている。大館市の長走風穴より規模は小さいが、成因や石組み状態、植物名も大同小異でとても似ている。
写真の花はオオタカネバラで、苔はタチハイゴケである。岩の間からは冷風が吹き出している。
現地の風穴は地元民に古くから知られており、『栄郷土誌』では倉長根の雨池と表現されており、鬼が人を食べて骨を捨てた所であるという話と、ヤナギランの蒴果の白毛を葬式に使用する死屍花に見立てた伝説が記されている。また、凹地を血の池と称して恐れる伝説もある。この地区の昔話には、その昔鬼がこの地区にいて、墓にお供えしたハマナスの実をこの風穴に持ち込み食べ、その鬼がはき出した種が芽を出し現在のこの風穴のハマナスになったとするものがある。オオタカネバラの花はハマナスの花に似ている。また、ここには鬼の顔をした大きな岩があったとも言われている。
この冷風を利用してこの地区で働く人々は、朝飲み物を風穴付近に置き、冷やして飲んだとも言われる。

## 鷹巣大館道路

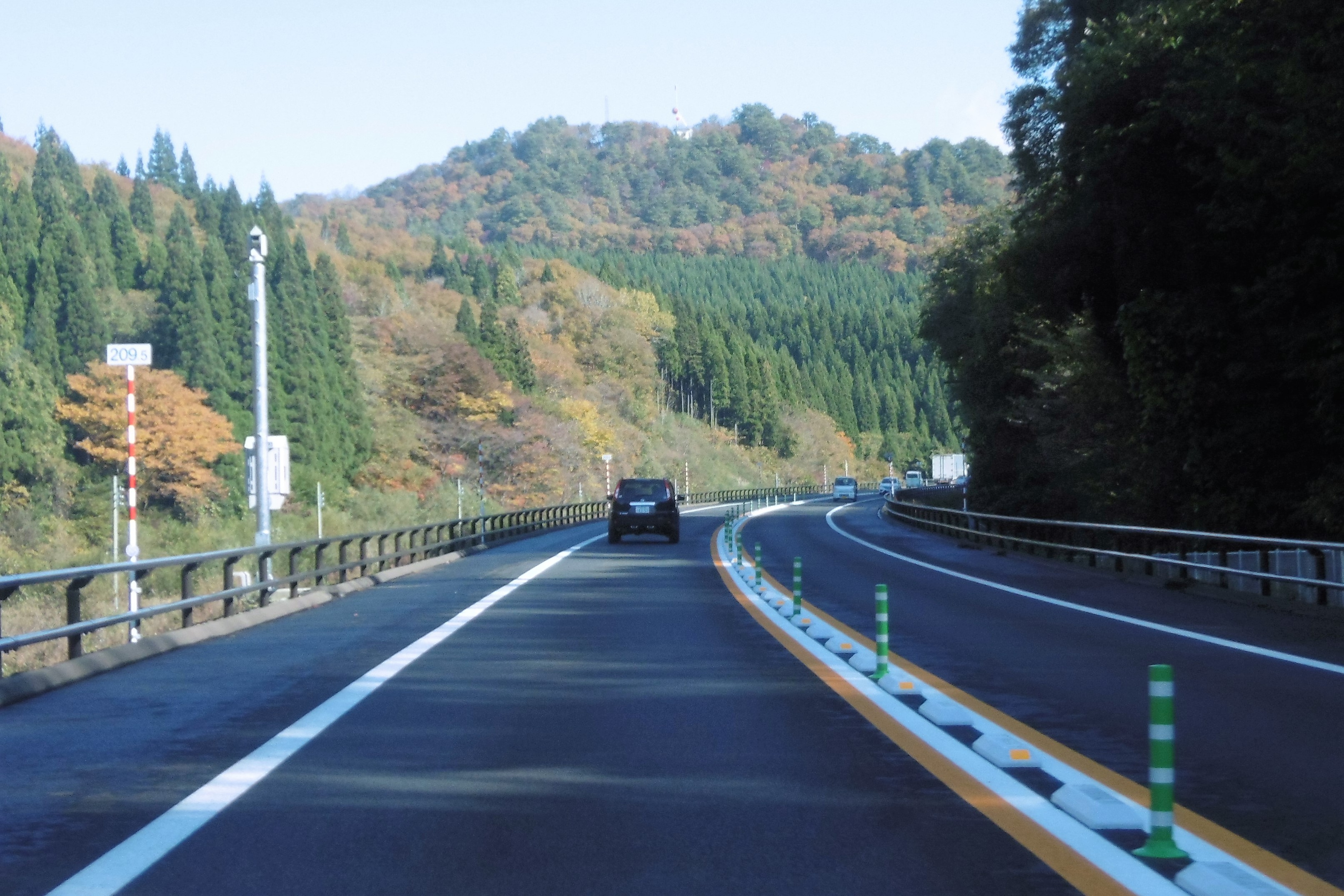
開通した鷹巣大館道路鞍山付近

鞍山の南の沢に、2016年10月22日鷹巣大館道路が開通した。鞍山の写真は建設途中の大館鷹巣道路の上から撮影したものである。

## 他の鞍山
この鞍山の西南西約17kmの、能代市二ツ井町にも「鞍山」が存在する。
七座山（ななくらやま）の南約1.1kmにある地形図には記載されていない標高330mの山であるが、岩壁が多い山で昔はロッククライミングの練習用の山として使用されていた。